# Kvarteret Python

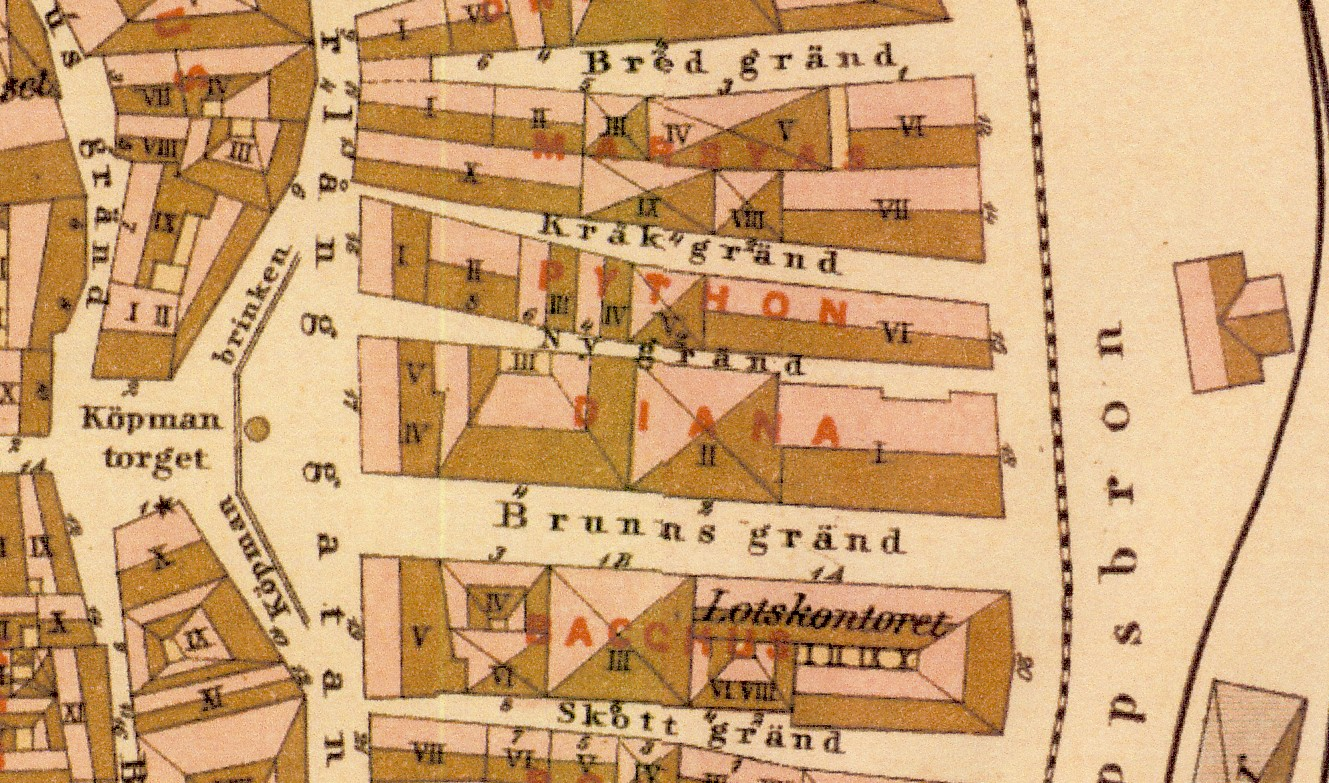
Kvarteren Python, Diana m.fl. på Lundgrens karta från 1885

Kvarteret Python är ett av de smalaste kvarteren i Gamla stan i Stockholm.  Kvarteret omges av Österlånggatan i väst, Nygränd i syd,  Skeppsbron i öst och Kråkgränd i norr.

## Namnet
Den övervägande delen av kvarteren i Gamla stan bär namn efter begrepp ur den grekiska mytologin. Python var en stor orm eller drake som dödades av guden Apollon vid Delfi.

## Kvarteret
Kvarteret Python bildades år 1729 och hade då 8 fastigheter (Östra 42, Östra 43, Östra 44, Östra 45, Östra 46, Östra 47, Östra 48 och Östra 49). Även på Lundgrens karta från 1885 redovisas 6 fastigheter, som anges med romerska siffror (Python I-VI). Idag har kvarteret tre fastigheter, Python 3, 6 och 9.
Vid Nygränd 2 ligger borgaren Hans Hanssons hus som fick sitt nuvarande utseende genom en ombyggnad som genomfördes av Hansson 1651.  Vid Nygränd 4 finns det så kallade Måns Nilssons huset.  Det är en medeltida byggnad som har sin ursprungliga  trappgavel kvar. Vid Nygränd/Österlånggatan finns sedan 1969 restaurangen Fem små hus med anor från 1600-talet.
Mot Skeppsbron ligger  Sutthoffska palatset. Joachim Sutthoff var skeppsbroköpman på 1750-talet och han lät uppföra denna byggnad. Han hade då köpt hela östra tomten i kvarteret Python som var bebyggd med två äldre hus, vilka på 1600-talet ägdes av handelsmannen Stigler och kamreraren Hans Törner. Under 1800-talet har byggnadens fasad genomgått en kraftig förändring. 

## Bilder

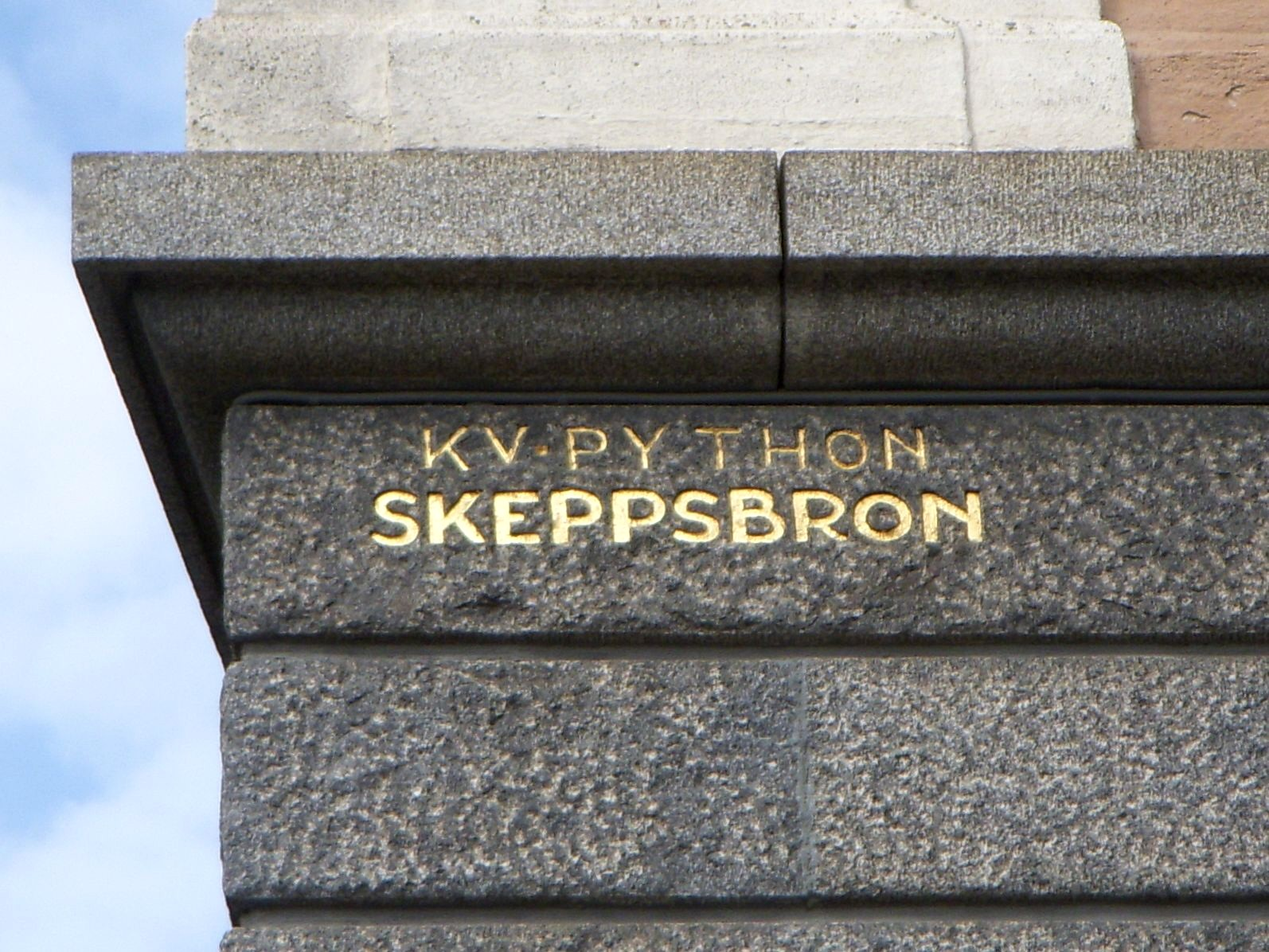
Kvarteret Python mot Skeppsbron
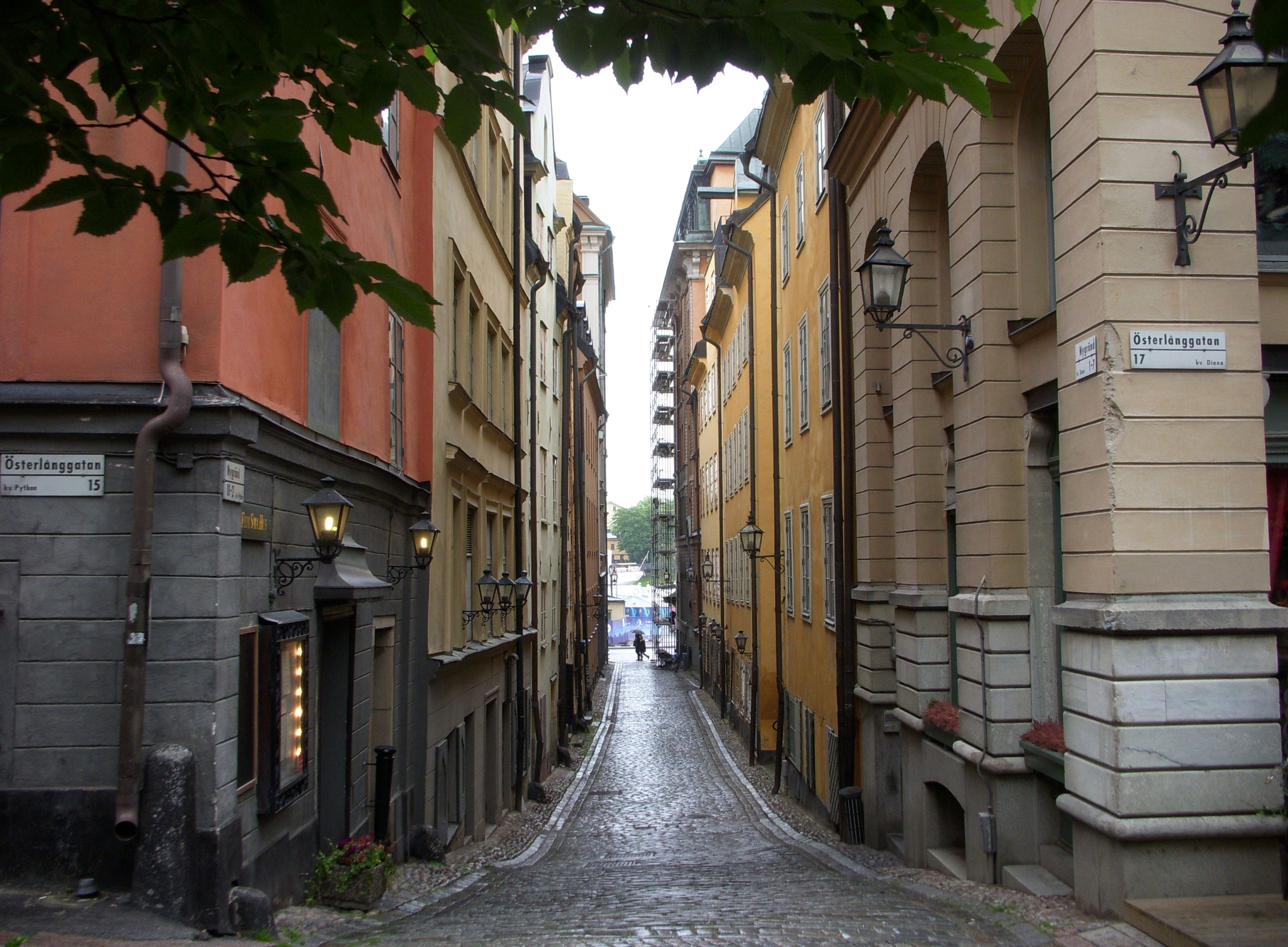
Nygränd mot öst, "kv Python" t.v.
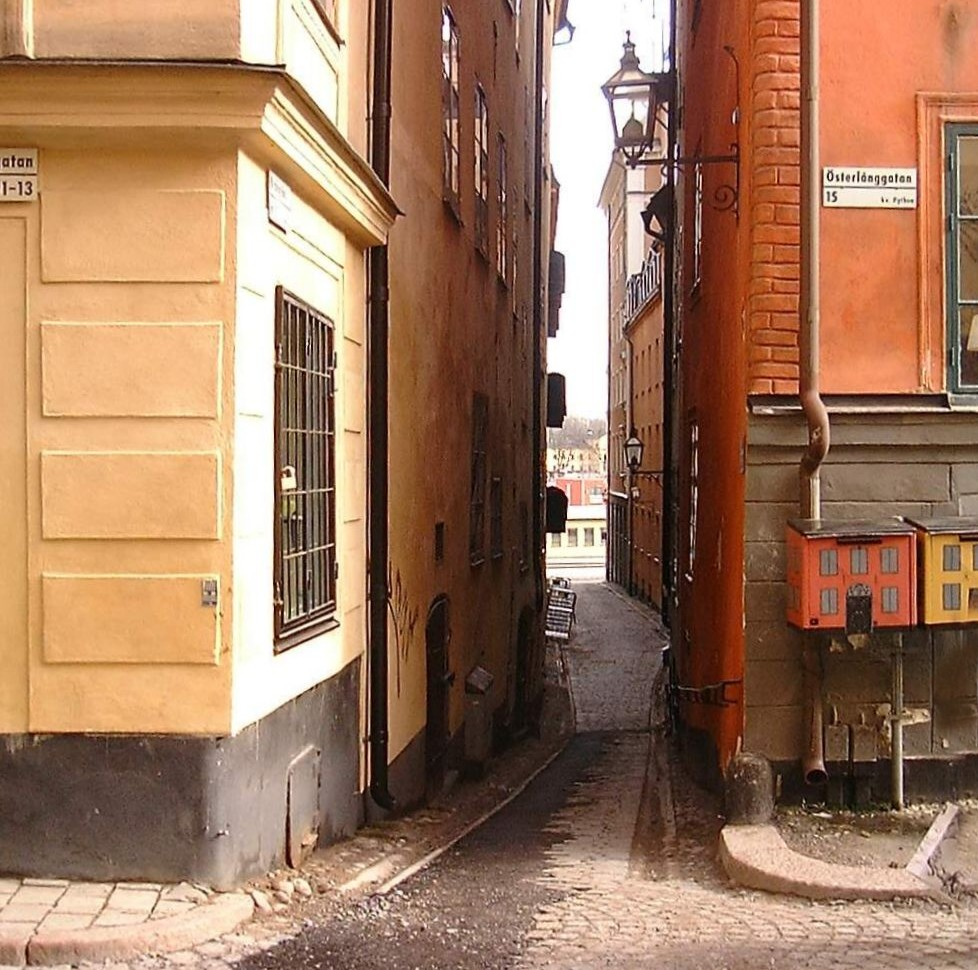
Kråkgränd mot öst, "kv Python" t.h.
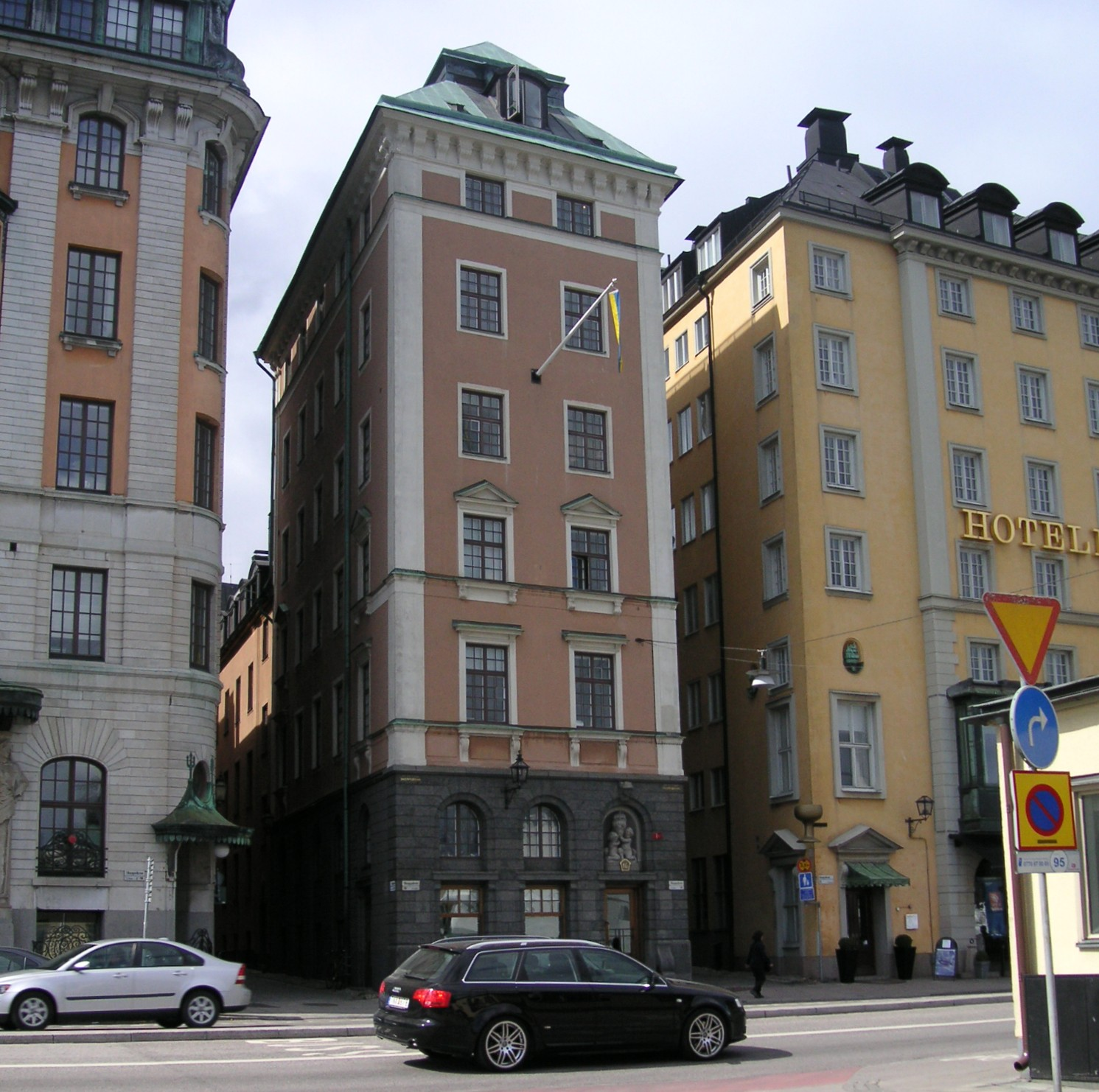
Sutthoffska palatset
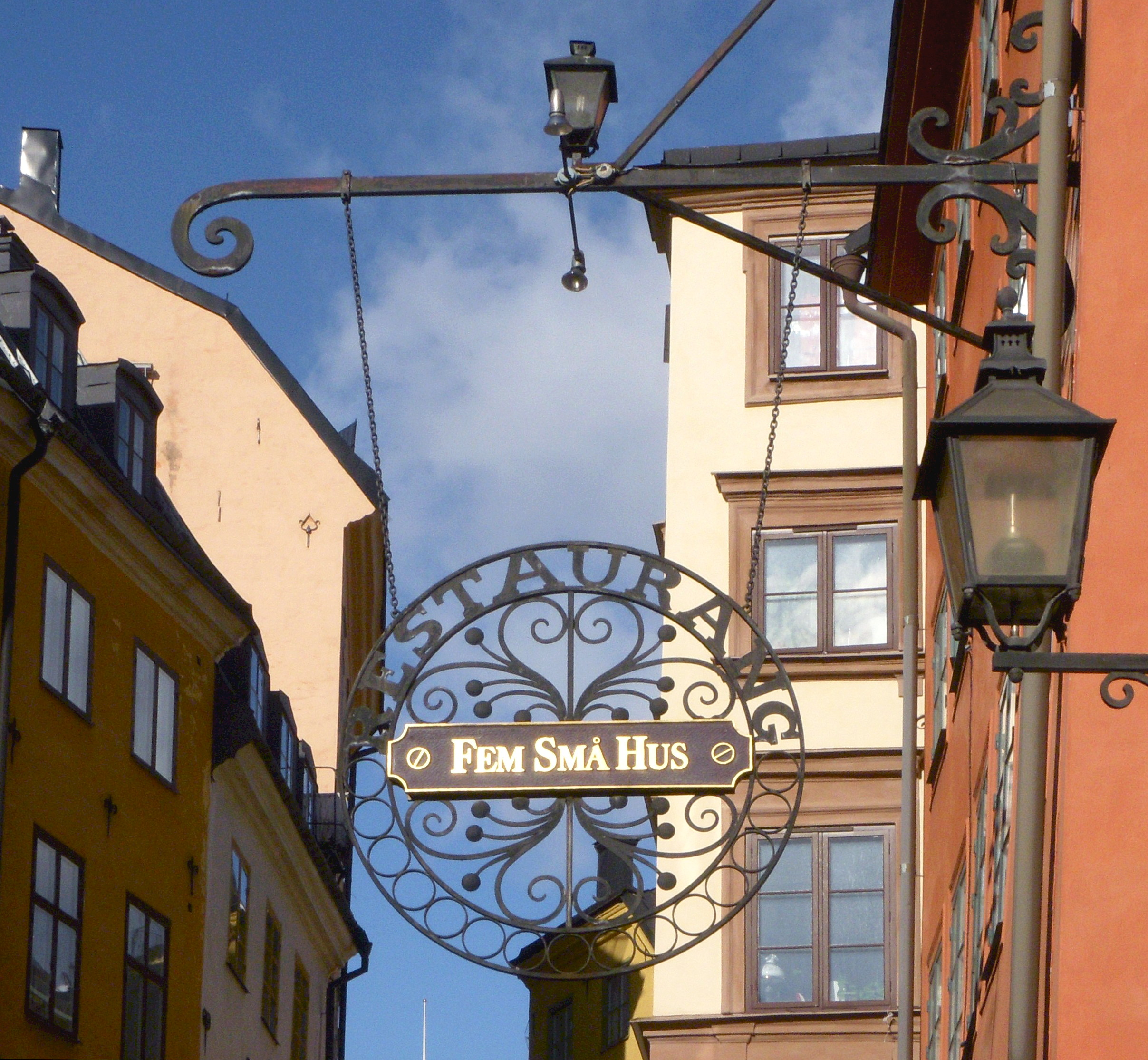
Fem små hus